# Błękitka
Błękitka (Cyanastrum Oliv.) – rodzaj roślin należący do rodziny Tecophilaeaceae, obejmujący trzy gatunki, występujące w Afryce, na obszarze od Nigerii do Mozambiku.

## Morfologia
Wieloletnie geofity cebulowe.
Pędem tych roślin jest wklęsła, kulista, naga bulwocebula o wielkości 2–2,5 cm, często wyrastająca jedna na drugiej. Rośliny tworzą liście odziomkowe, ogonkowe, o blaszce od jajowatej i zbiegającej do ogonka do jajowato-kolistej i sercowatej u nasady, o długości 12–30 cm, początkowo zwinięte. Pęd kwiatostanowy nagi lub z kilkoma lancetowatymi przysadkami, o długości 17–35 cm, niekiedy pojawia się przed liśćmi. Od 1 do 25 kwiatów, zebranych w grono, na ogół z 6 białymi lub niebieskimi, jajowatymi, lancetowatymi lub równowąskimi działkami kielicha o długości 1–1,4 cm, wyrastającymi w dwóch okółkach i zrastającymi się u nasady i formującymi bardzo krótką rurkę. 6 pręcików, zbudowanych z równowąskich lub podługowatych pylników posadowionych na nitkowatych nitkach. Słupek półdolny z głęboko trójklapowaną zalążnią, z 2 zalążkami w każdej komorze. Szyjka słupka dłuższa od pręcików. Owocem jest torebka, zawierająca od 1 do 3 raczej dużych, owalnych nasion.

## Systematyka
Pozycja systematyczna wg Angiosperm Phylogeny Website (aktualizowany system APG IV z 2016)Klad okrytonasienne, klad jednoliścienne (monocots), rząd szparagowce (Asparagales), rodzina Tecophilaeaceae.
Gatunki
- Cyanastrum cordifolium Oliv. – błękitka sercolistna[5]
- Cyanastrum goetzeanum Engl.
- Cyanastrum johnstonii Baker in D.Oliver & auct. suc. (eds.)